# Parsonsia diaphanophlebia
Parsonsia diaphanophlebia är en oleanderväxtart som beskrevs av Ferdinand von Mueller. Parsonsia diaphanophlebia ingår i släktet Parsonsia och familjen oleanderväxter. Inga underarter finns listade i Catalogue of Life.